# Jessie (televisieserie)
Jessie is een Amerikaanse familie- en tienersitcom. Disney Channel zond op 30 september 2011 de eerste aflevering uit.
Jessie werd gecreëerd door Pamela Eells O'Connell. De hoofdrol wordt gespeeld door Debby Ryan, een 18-jarige vrouw uit Texas die verhuist naar New York en daar oppas ('nanny') wordt voor vier kinderen, gespeeld door Peyton Roi List, Cameron Boyce, Karan Brar en Skai Jackson.
De reeks startte op 30 september 2011 in Amerika. In Nederland en Vlaanderen was de eerste uitzending op 20 april 2012. In maart en april werd de eerste aflevering wel al in voorvertoning meerdere malen getoond.
Wegens de positieve reacties werd Jessie met meerdere seizoen verlengd. De show eindigde in Amerika op 16 oktober 2015 en bestaat in totaal uit 98 afleveringen. Datzelfde jaar werd de serie opgevolgd door de spin-off serie Bunk'd.

## Verhaal
De serie volgt Jessie Prescott, een 18-jarig meisje met grote dromen. Haar vader is het niet eens met deze dromen, maar Jessie besluit toch te vertrekken uit het vertrouwde Texas naar New York. Ze aanvaardt een baan als babysitter en verhuist naar een duur penthouse waar de familie Ross, met vier kinderen, woont. De ouders van de kinderen zijn niet vaak thuis, omdat ze het veel te druk hebben als filmproducent en supermodel. Emma, Luke, Ravi en Zuri – samen met het huisdier Mr. Kipling (later Ms. Kipling) – hebben eerst een hekel aan Jessie, maar langzaamaan beginnen ze steeds meer om elkaar te geven. Er gaat een wereld vol mogelijkheden voor Jessie open; ze beleeft avonturen in een nieuwe stad en probeert nog altijd haar acteerdromen te achtervolgen. Jessie heeft daarnaast wel haar handen vol aan de kinderen, maar krijgt gelukkig hulp van Bertram de butler en Tony de portier.

## Rolverdeling

### Hoofdrollen
| Acteur of actrice | Personage       | Stem Nederlandse versie | Periode   |
| ----------------- | --------------- | ----------------------- | --------- |
| Debby Ryan        | Jessie Prescott | Maja Van Honsté         | 2011-2015 |
| Peyton List       | Emma Ross       | Vita Coenen             | 2011-2015 |
| Cameron Boyce     | Luke Ross       | Finn Karels             | 2011-2015 |
| Karan Brar        | Ravi Ross       | Gino Korsel             | 2011-2015 |
| Skai Jackson      | Zuri Ross       | Marleen Brand           | 2011-2015 |
| Kevin Chamberlin  | Bertram         | Philippe Bernaerts      | 2011-2015 |

### Bijrollen
| Acteur/Actrice  | Personage          | Stem Nederlandse versie | Periode   |
| --------------- | ------------------ | ----------------------- | --------- |
| Chris Galya     | Tony               | Dieter Spileers         | 2011-2015 |
| Chip Esten      | Morgan Ross        | onbekend                | 2011-2015 |
| Christina Moore | Christina Ross     | Marieke de Kruijf       | 2011-2015 |
| Frank           | Ms. Kipling        | onbekend                | 2011-2015 |
| Carolyn Hennesy | Rhoda Chesterfield | Gerdy Swennen           | 2011-2015 |

## Afleveringen
| Seizoen | Afleveringen | Uitgezonden       | Uitgezonden       | Uitgezonden   | Uitgezonden      |
| Seizoen | Afleveringen | Seizoen start     | Seizoen finale    | Seizoen start | Seizoen finale   |
| ------- | ------------ | ----------------- | ----------------- | ------------- | ---------------- |
| 1       | 26           | 30 september 2011 | 7 september 2012  | 20 april 2012 | 23 november 2012 |
| 2       | 26           | 5 oktober 2012    | 13 september 2013 | 12 april 2013 | 20 december 2013 |
| 3       | 26           | 5 oktober 2013    | 28 november 2014  | 16 mei 2014   | 27 februari 2015 |
| 4       | 20           | 9 januari 2015    | 16 oktober 2015   | 26 juni 2015  | 11 december 2015 |

### Seizoen 1 (2011/2012)
1. "New York, New Nanny"
2. "The Talented Mr. Kipling"
3. "Used Karma"
4. "Zombie Tea Party 5"
5. "One Day Wonders"
6. "Zuri's New Old Friend"
7. "Creepy Connie Comes a Callin'"
8. "Christmas Story"
9. "Star Wars"
10. "Are You Cooler than a Fifth Grader?"
11. "Take the A Train... I Think?"
12. "Romancing the Crone"
13. "The Princess and the Pea Brain"
14. "World Wide Web of Lies"
15. "The Kid Whisperer"
16. "Glue Dunnit: A Sticky Situation"
17. "Badfellas"
18. "Beauty & the Beasts"
19. "Evil Times Two"
20. "Tempest in a Teacup"
21. "A Doll's Outhouse"
22. "We Are So Grounded"
23. "Creepy Connie's Curtain Call"
24. "Cattle Calls & Scary Walls"
25. "Gotcha Day"
26. "The Secret Life of Mr. Kipling"

### Seizoen 2 (2012/2013)
1. "The Whining"
2. "Green-Eyed Monsters"
3. "Make New Friends but Hide the Old"
4. "101 Lizards"
5. "Trashin' Fashion"
6. "Austin & Jessie & Ally All Star New Year"
"Nanny in Miami"
7. "The Trouble with Jessie"
"The Trouble with Tessie"
8. "Say Yes to the Messy Dress"
9. "Teacher's Pest"
10. "Jessie's Big Break"
11. "Pain in the Rear Window"
12. "Toy Con"
13. "To Be Me or Not to Be Me"
14. "Why Do Foils Fall in Love?"
15. "Kids Don't Wanna Be Shunned"
16. "All the Knight Moves"
17. "We Don't Need No Stinkin' Badges"
18. "Somebunny's in Trouble"
19. "Punch Dumped Love"
20. "Quitting Cold Monkey”
21. "Panic Attack Room"
22. "Throw Momma from the Terrace"
23. "The Jessie-nator: Grudgement Day"
24. "Diary of a Mad Newswoman"
25. "Break-Up and Shape-Up"
26. "G.I. Jessie"

### Seizoen 3 (2013/2014)
1. "Ghost Bummers"
2. "Caught Purple Handed"
3. "Understudied and Overdone"
4. "The Blind Date, the Cheapskate and the Primate"
5. "Lizard Scales and Wrestling Tales"
6. "The Rosses Get Real"
7. "Good Luck Jessie: NYC Christmas"
8. "Krumping and Crushing"
9. "Hoedown Showdown"
10. "Snack Attack"
11. "Creepy Connie 3: The Creepening"
12. "Acting with the Frenemy"
13. "From the White House to Our House"
14. "Help Not Wanted"
15. "Where's Zuri?"
16. "Morning Rush"
17. "Lights, Camera, Distraction!"
18. "Spaced Out"
19. "The Talltale Duck"
"The Telltale Duck"
20. "Coffee Talk"
21. "Between the Swoon and New York City"
22. "No Money, Mo' Problems"
23. "The Runaway Bride of Frankenstein"
24. "There Goes the Bride"
25. "Ride to Riches"
26. "Jessie's Aloha Holidays with Parker and Joey"

### Seizoen 4 (2015)
1. "But Africa Is So... Fari"
2. "A Close Shave"
3. "Four Broke Kids"
4. "Moby and SCOBY"
5. "Karate Kid-tastrophe"
6. "Basket Case"
7. "Capture the Nag"
8. "What a Steal"
9. "Driving Miss Crazy"
10. "Bye Bye Bertie"
11. "Rossed at Sea, Part 1"
12. "Rossed at Sea, Part 2"
13. "Rossed at Sea, Part 3"
14. "Dance, Dance Resolution"
15. "Someone Has Tou-pay"
16. "Identity Thieves"
17. "Katch Kipling"
18. "The Ghostess with the Mostest"
19. "The Fear in Our Stars"
20. "Jessie Goes to Hollywood"